# Clara (Uruguay)
Clara es una localidad uruguaya del departamento de Tacuarembó.

## Ubicación
La localidad se encuentra situada en la zona centro-sur del departamento de Tacuarembó, próximo y al norte del arroyo de Clara, junto al paso de Ligorio en el mencionado arroyo, y junto a la ruta 59.

## Población
Según el censo del año 2011 la localidad contaba con una población de 160 habitantes.
| 145           | 160 |
| (Fuente: INE) |     |